# Filippo di Savoia-Nemours
Filippo di Savoia-Nemours (Bourg-en-Bresse, 1490 – Marsiglia, 25 novembre 1533) fu il primo duca di Nemours della casata dei Savoia e capostipite del ramo collaterale dei Savoia-Nemours.

## Biografia
Filippo era figlio del duca Filippo II di Savoia e della sua seconda moglie, Claudina di Brosse, e fratello di Luisa di Savoia, madre di Francesco I di Francia.
Originariamente destinato alla carriera ecclesiastica, gli venne affidato il Vescovato di Ginevra all'età di 5 anni, ma vi rinunciò nel 1510, quando venne nominato Conte del Genevese. Egli servì sotto Luigi XII, col quale fu presente alla Battaglia di Agnadello (1509), sotto l'Imperatore Carlo V nel 1520, ed infine sotto suo nipote, Francesco I. Nel 1528 Francesco gli affidò il controllo del ducato di Nemours e lo fece sposare con Carlotta d'Orleans-Longueville (1512 – 1549), figlia di Luigi I d'Orléans-Longueville e di Jeanne de Hochberg.

## Discendenza
Da Carlotta, Filippo ebbe:
- Giacomo (1531 – 1585), duca di Ginevra e di Nemours;
- Giovanna (1532 – 1568), andata sposa nel 1555 a Nicola di Lorena (1524 – 1577), duca di Mercœur.

Dopo la morte di Carlotta Filippo si risposò e dalla seconda moglie ebbe:
- Giacomo (†1567), abate di Entremont, decano della chiesa e poi priore di Talloires

## Ascendenza
|                           |                      |                        | Genitori                        |  |  | Nonni |  |  | Bisnonni          |  |  | Trisnonni            |  |
|                           |                      |                        |                                 |  |  |       |  |  | Antipapa Felice V |  |  | Amedeo VII di Savoia |  |
|                           |                      |                        |                                 |  |  |       |  |  | Antipapa Felice V |  |  | Amedeo VII di Savoia |  |
|                           |                      | Bona di Berry          |                                 |  |  |       |  |  | Antipapa Felice V |  |  |                      |  |
| Ludovico di Savoia        |                      |                        |                                 |  |  |       |  |  | Antipapa Felice V |  |  |                      |  |
|                           |                      | Maria di Borgogna      | Filippo II di Borgogna          |  |  |       |  |  |                   |  |  |                      |  |
|                           |                      | Maria di Borgogna      | Filippo II di Borgogna          |  |  |       |  |  |                   |  |  |                      |  |
|                           |                      | Maria di Borgogna      | Margherita III delle Fiandre    |  |  |       |  |  |                   |  |  |                      |  |
| Filippo II di Savoia      |                      | Maria di Borgogna      |                                 |  |  |       |  |  |                   |  |  |                      |  |
|                           |                      | Giano di Lusignano     | Giacomo I di Cipro              |  |  |       |  |  |                   |  |  |                      |  |
|                           |                      | Giano di Lusignano     | Giacomo I di Cipro              |  |  |       |  |  |                   |  |  |                      |  |
|                           |                      | Giano di Lusignano     | Helvis di Brunswick-Grubenhagen |  |  |       |  |  |                   |  |  |                      |  |
| Anna di Lusignano         |                      | Giano di Lusignano     |                                 |  |  |       |  |  |                   |  |  |                      |  |
|                           |                      | Carlotta di Borbone    | Giovanni I di Borbone-La Marche |  |  |       |  |  |                   |  |  |                      |  |
|                           |                      | Carlotta di Borbone    | Giovanni I di Borbone-La Marche |  |  |       |  |  |                   |  |  |                      |  |
|                           |                      | Carlotta di Borbone    | Caterina di Vendôme             |  |  |       |  |  |                   |  |  |                      |  |
| Filippo di Savoia-Nemours |                      | Carlotta di Borbone    |                                 |  |  |       |  |  |                   |  |  |                      |  |
|                           | Giovanni I di Brosse | Pierre de Brosse       |                                 |  |  |       |  |  |                   |  |  |                      |  |
|                           | Giovanni I di Brosse | Pierre de Brosse       |                                 |  |  |       |  |  |                   |  |  |                      |  |
|                           | Giovanni I di Brosse | Marguerite de Malleval |                                 |  |  |       |  |  |                   |  |  |                      |  |
| Giovanni II di Brosse     | Giovanni I di Brosse |                        |                                 |  |  |       |  |  |                   |  |  |                      |  |
|                           |                      | Jeanne de Naillac      | Hélion de Naillac               |  |  |       |  |  |                   |  |  |                      |  |
|                           |                      | Jeanne de Naillac      | Hélion de Naillac               |  |  |       |  |  |                   |  |  |                      |  |
|                           |                      | Jeanne de Naillac      | Marie d'Amboise                 |  |  |       |  |  |                   |  |  |                      |  |
| Claudina di Brosse        |                      | Jeanne de Naillac      |                                 |  |  |       |  |  |                   |  |  |                      |  |
|                           |                      | Carlo di Châtillon     | Giovanni I di Châtillon         |  |  |       |  |  |                   |  |  |                      |  |
|                           |                      | Carlo di Châtillon     | Giovanni I di Châtillon         |  |  |       |  |  |                   |  |  |                      |  |
|                           |                      | Carlo di Châtillon     | Marguerite de Clisson           |  |  |       |  |  |                   |  |  |                      |  |
| Nicoletta di Châtillon    |                      | Carlo di Châtillon     |                                 |  |  |       |  |  |                   |  |  |                      |  |
|                           |                      | Isabella di Vivonne    | Savary de Vivonne               |  |  |       |  |  |                   |  |  |                      |  |
|                           |                      | Isabella di Vivonne    | Savary de Vivonne               |  |  |       |  |  |                   |  |  |                      |  |
|                           |                      | Isabella di Vivonne    | Jeanne d'Aspremont              |  |  |       |  |  |                   |  |  |                      |  |
|                           |                      | Isabella di Vivonne    |                                 |  |  |       |  |  |                   |  |  |                      |  |